# Поздеева (деревня)
Поздеева — деревня в Черемховском районе Иркутской области России. Входит в состав Черемховского муниципального образования. Находится примерно в 16 км к востоку от районного центра.

## Население
| 2002 | 2010 | 2011 | 2012 |
| ---- | ---- | ---- | ---- |
| 332  | ↘230 | ↘229 | →229 |